# Hoofdgebouw II (Utrecht)

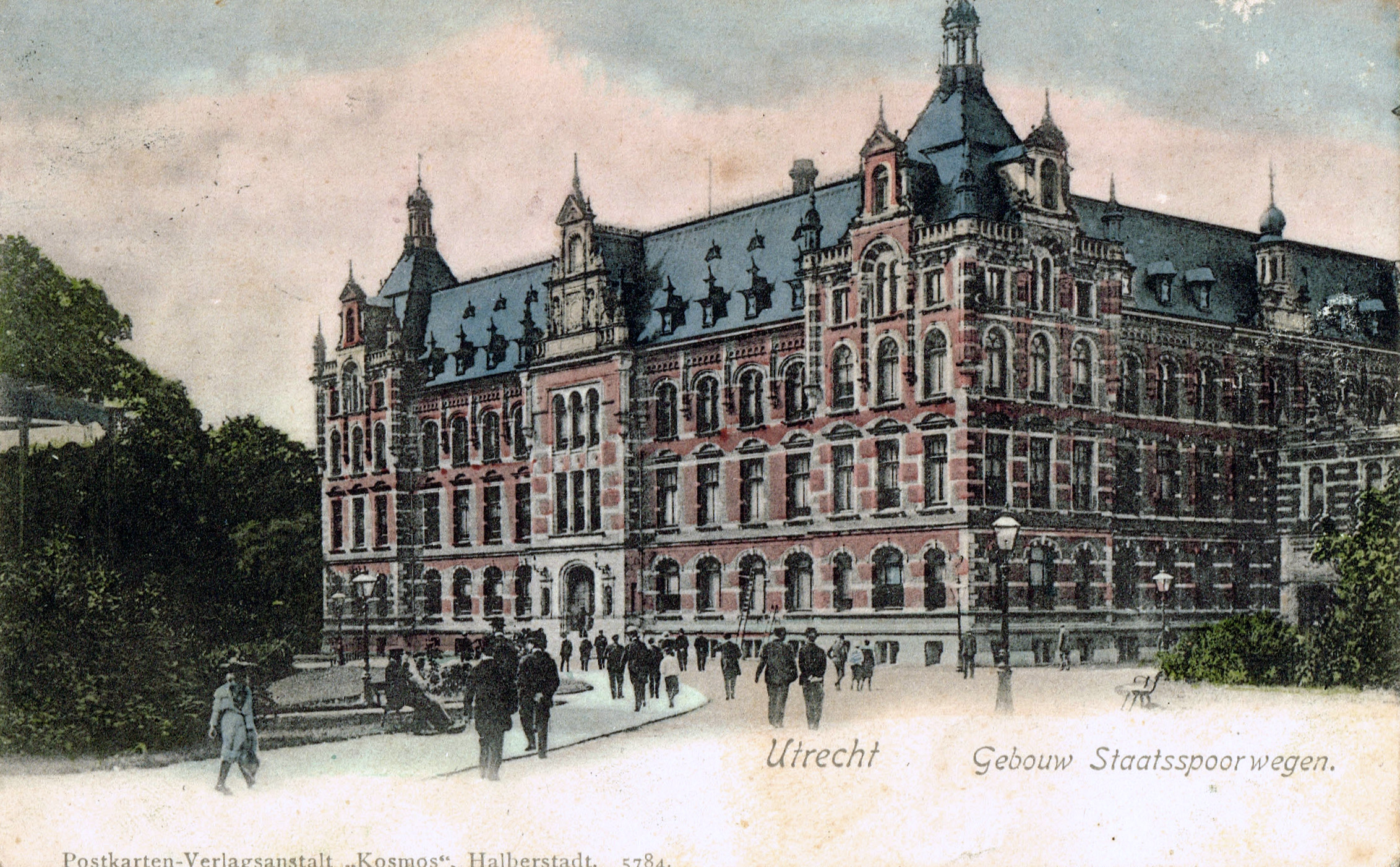
Hoofdgebouw II omstreeks 1900.

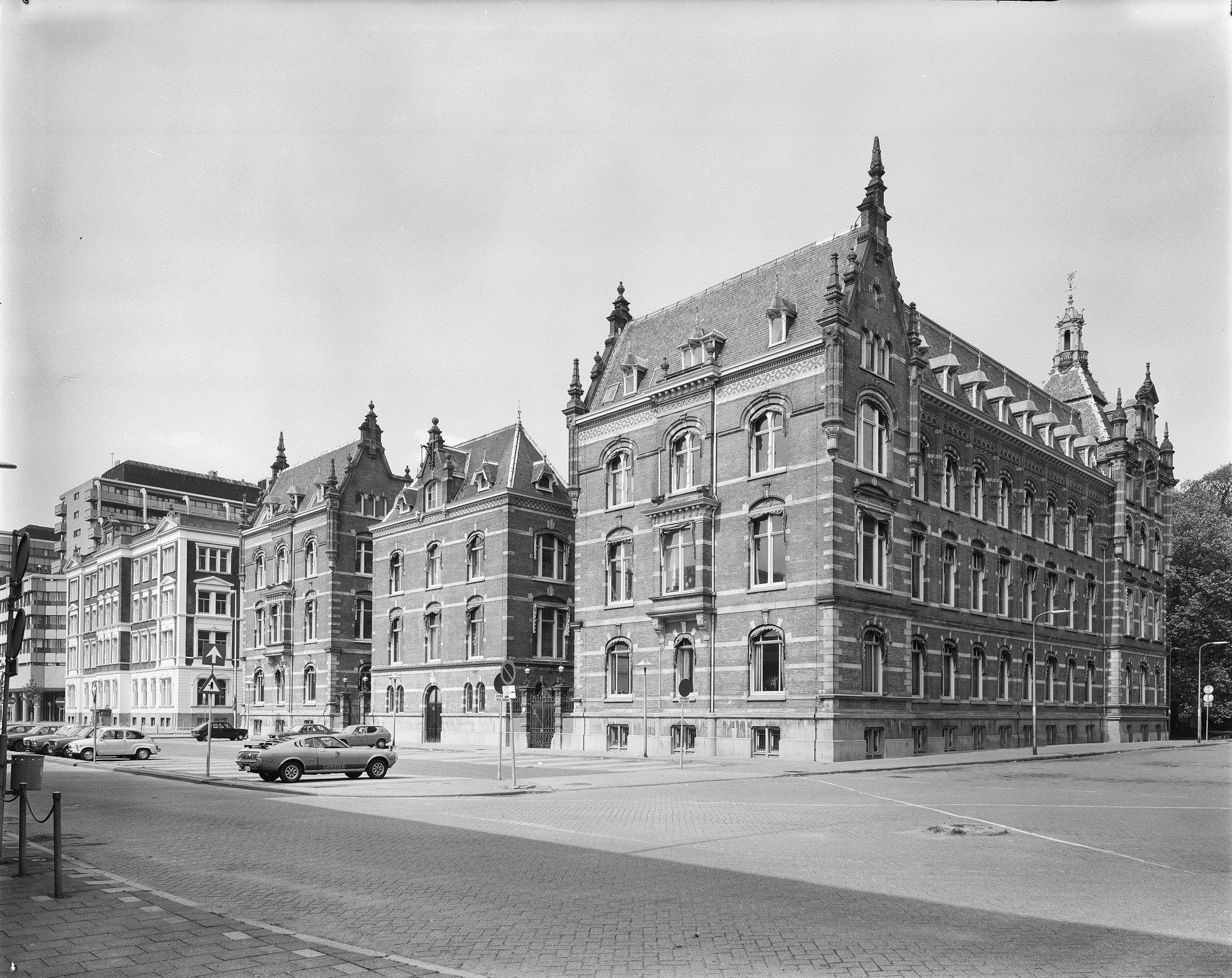
Achtergevel.

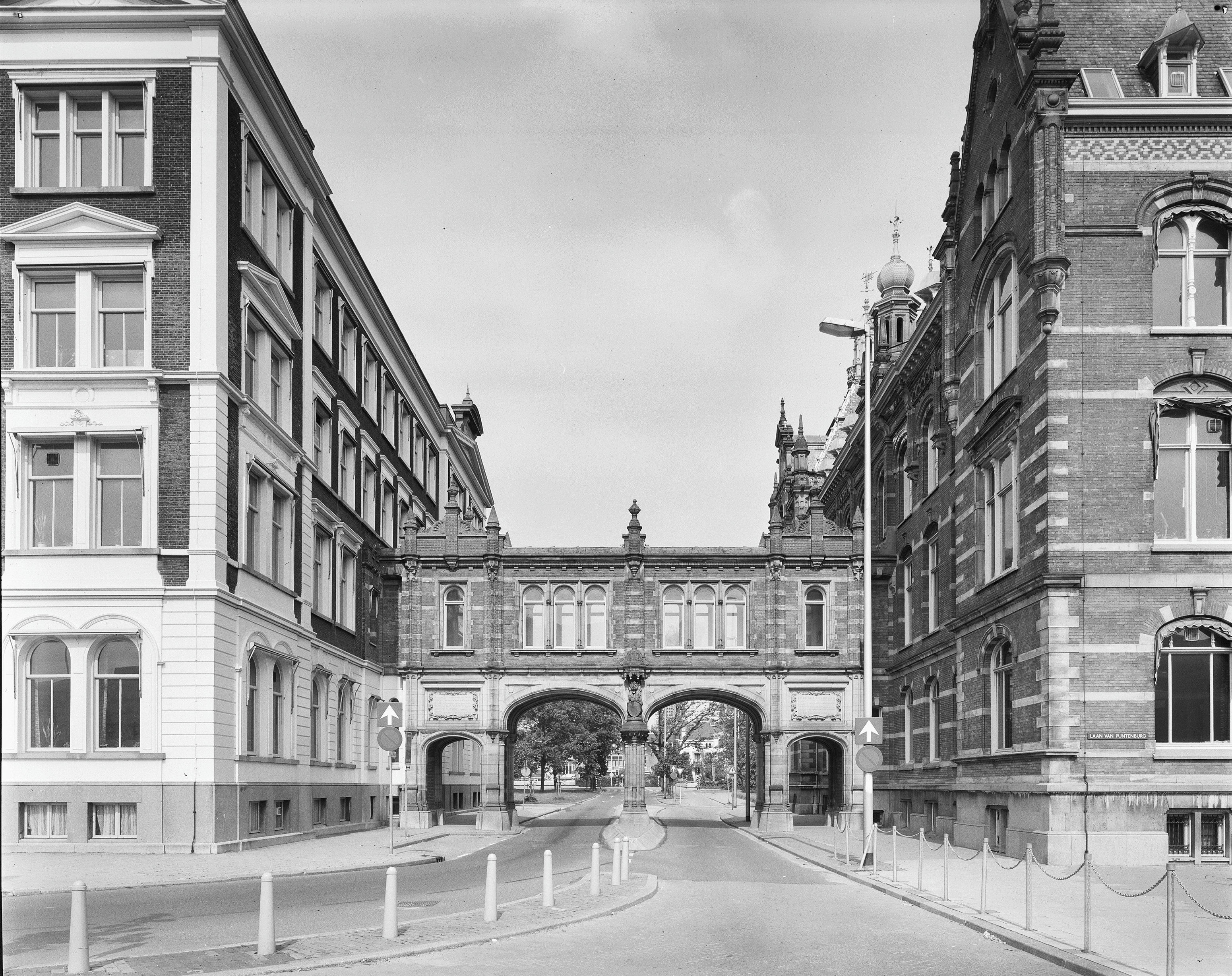
Verbinding tussen de twee gebouwen HGB I en HGB II.

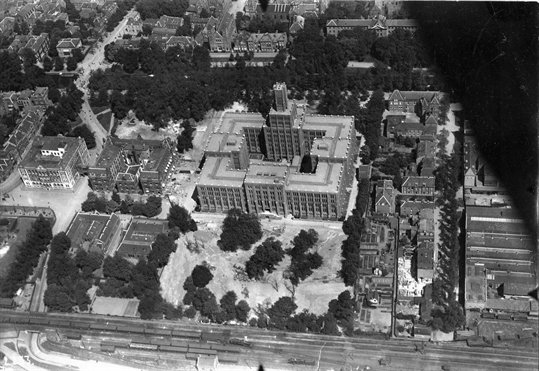
Luchtfoto uit omstreeks 1922 met de eerste drie hoofdgebouwen. In het midden van de foto staat HGB III. Links daarvan respectievelijk HGB II en HGB I. Onderaan de foto zijn de spoorlijnen van Station Utrecht Centraal te zien.

Hoofdgebouw II (HGB II) is een rijksmonumentaal kantoorgebouw in de Nederlandse stad Utrecht. Het 19e-eeuwse kantoorgebouw is sinds de bouw in gebruik door spoorwegondernemingen. Sinds 2007 wordt dit gebouw officieel Tulpenburgh genoemd.
Het is in 1895 gebouwd in neorenaissancestijl naar een ontwerp van J.F. Klinkhamer. De opdrachtgever was de Maatschappij tot Exploitatie van Staatsspoorwegen die een tweede kantoorgebouw voor haar groeiende bedrijf nodig had. Naast dit pand was reeds in 1870 HGB I verrezen. Tussen beide gebouwen werd een luchtbrug aangebracht. De luchtbrug en voorgevel van HGB II zijn voorzien van beeldhouwwerken uit het Atelier Van den Bossche en Crevels. HGB III, tegenwoordig bekend als De Inktpot, werd in 1921 gebouwd en ondergronds met HGB II verbonden. HGB IV verrees in 1990 in de directe omgeving van deze drie gebouwen. Vandaag de dag is HGB II gelegen tussen het Moreelsepark en Station Utrecht Centraal. Eigenaar is spoorbeheerder ProRail.

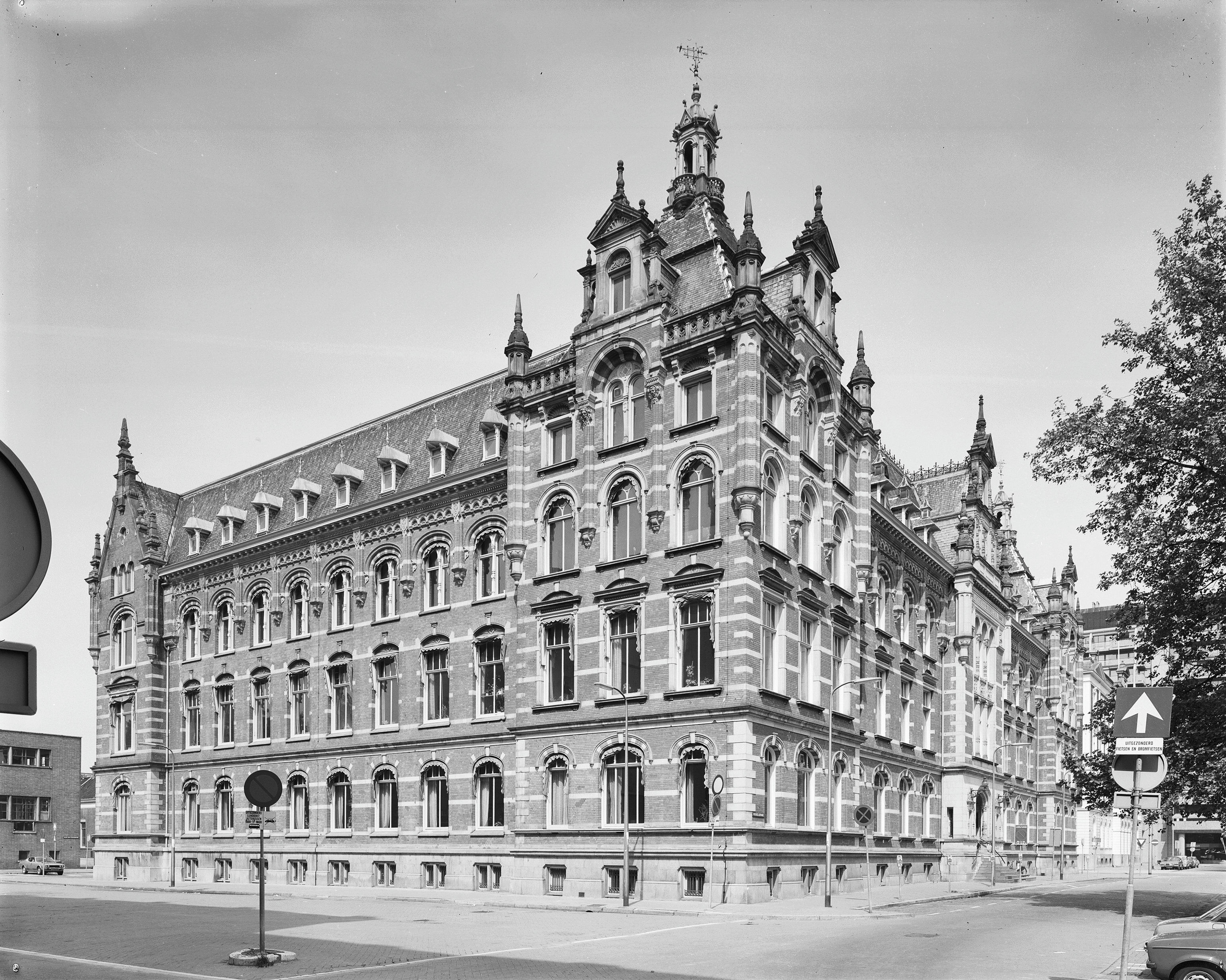
Voor- en linker zijgevel.
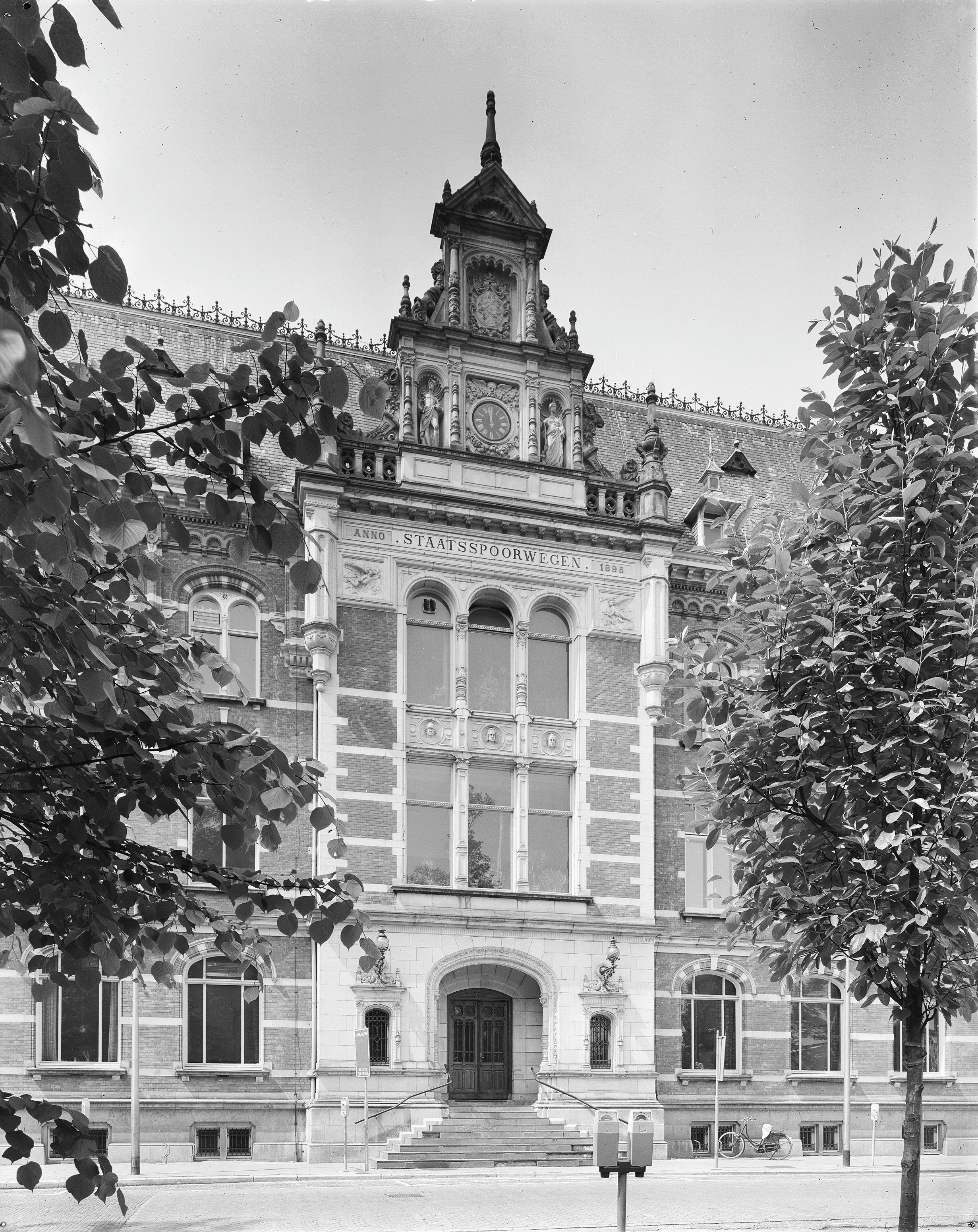
Middenpartij voorgevel.
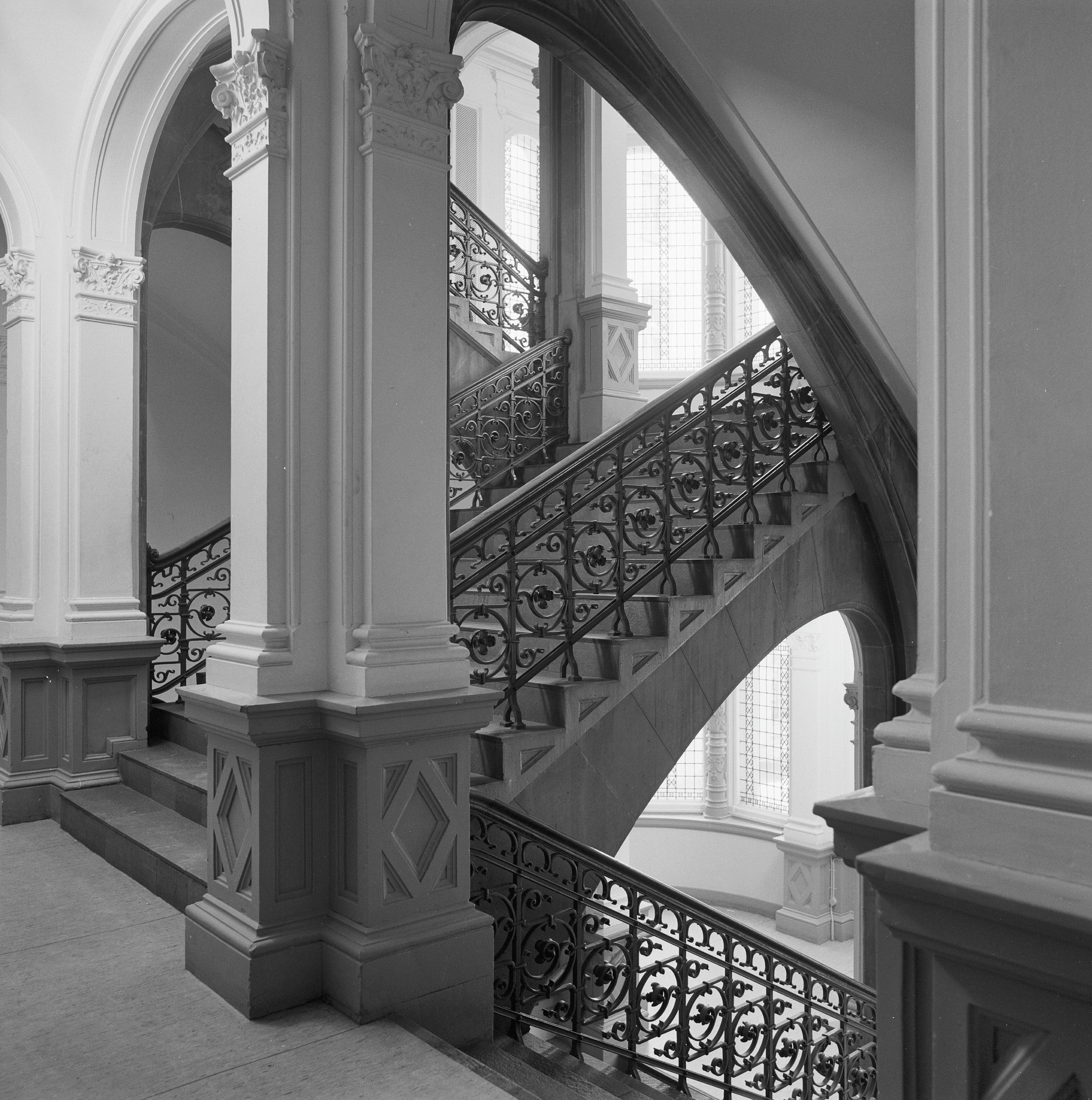
Trappenhuis.

## Kunstwerken aan het gebouw

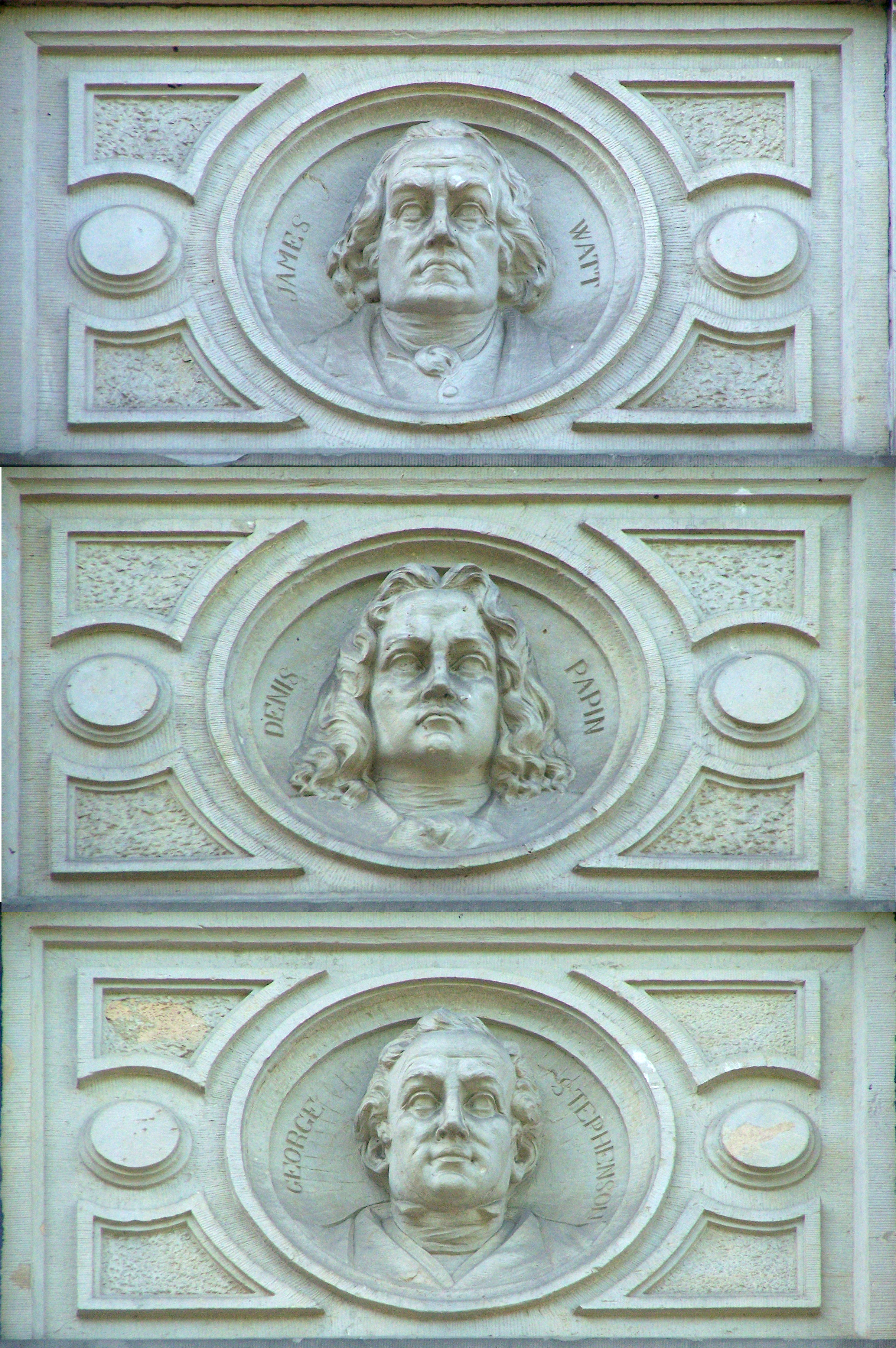
Medaillons in de voorgevel met James Watt, Denis Papin en George Stephenson uitgebeeld.
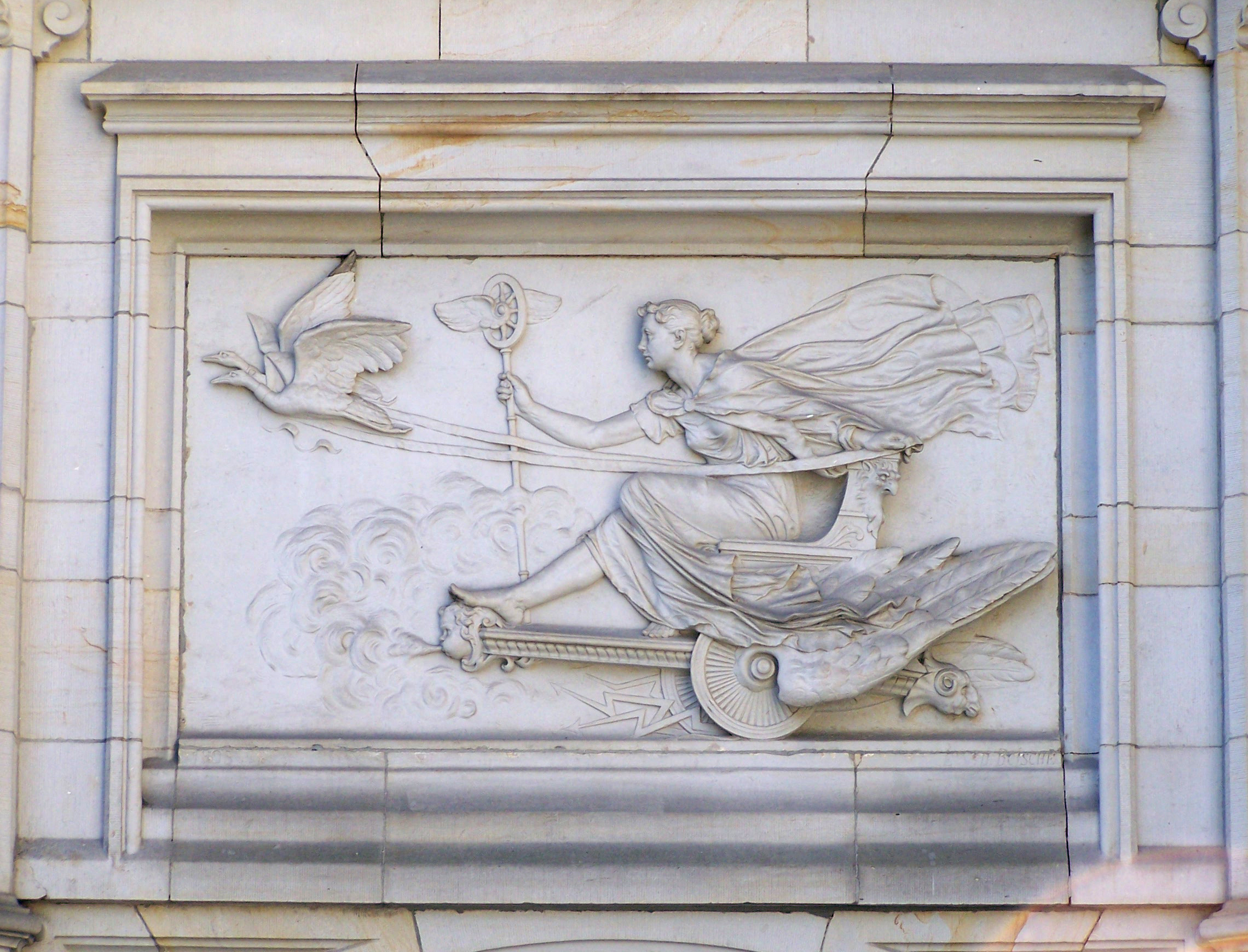
Detail luchtbrug met beeldhouwwerk De Snelheid.
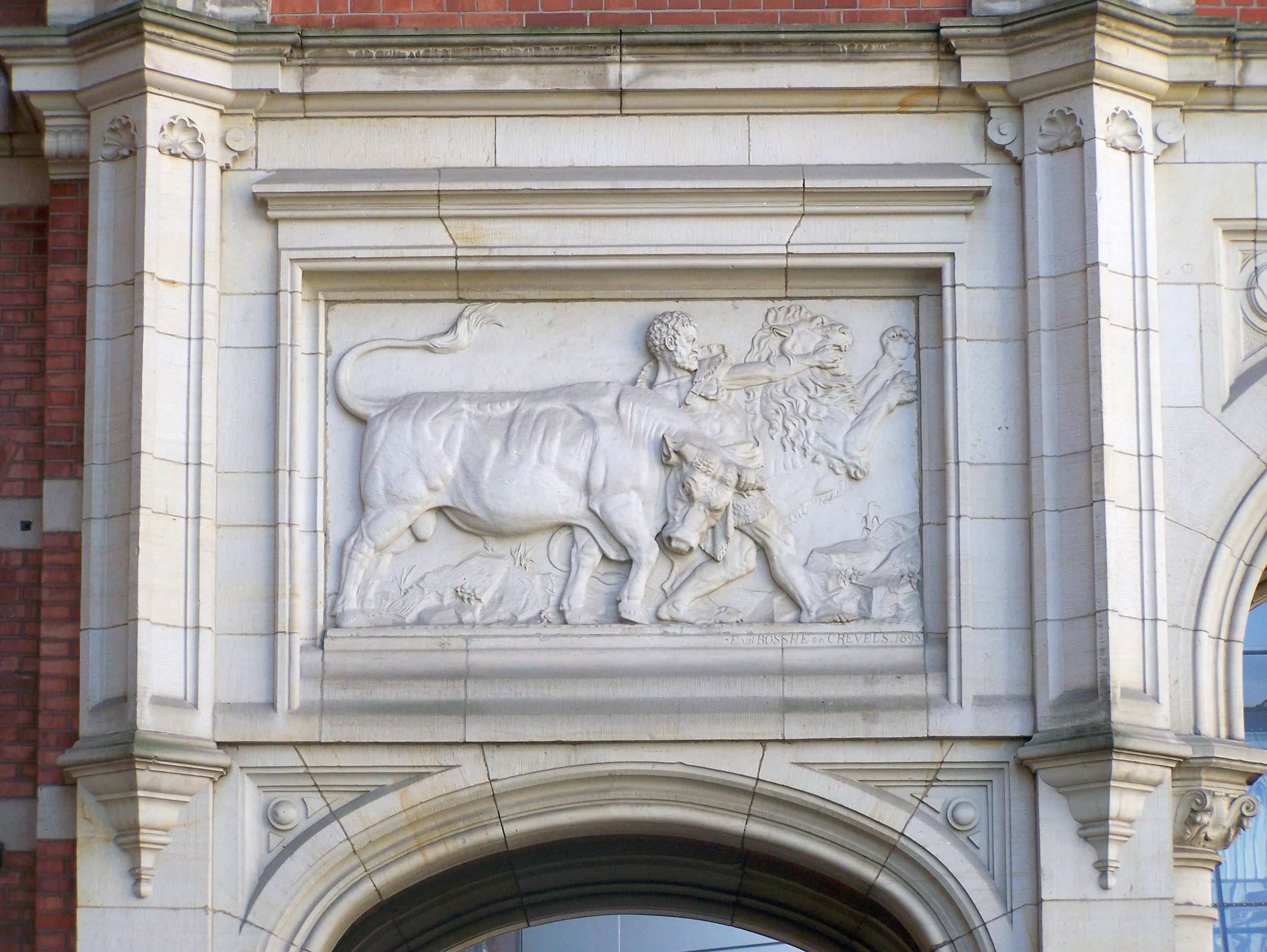
Detail luchtbrug met beeldhouwwerk De Kracht.
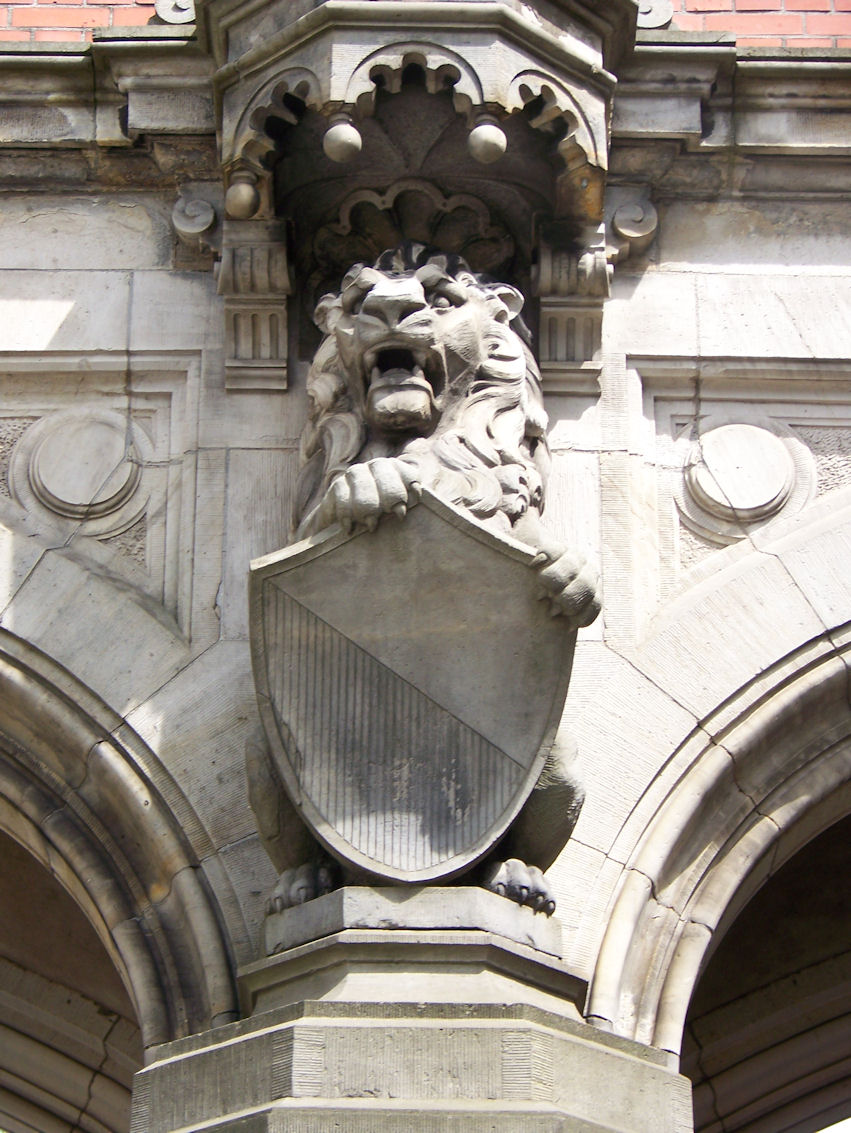
Detail luchtbrug van een beeldhouwwerk met het wapen van Utrecht.
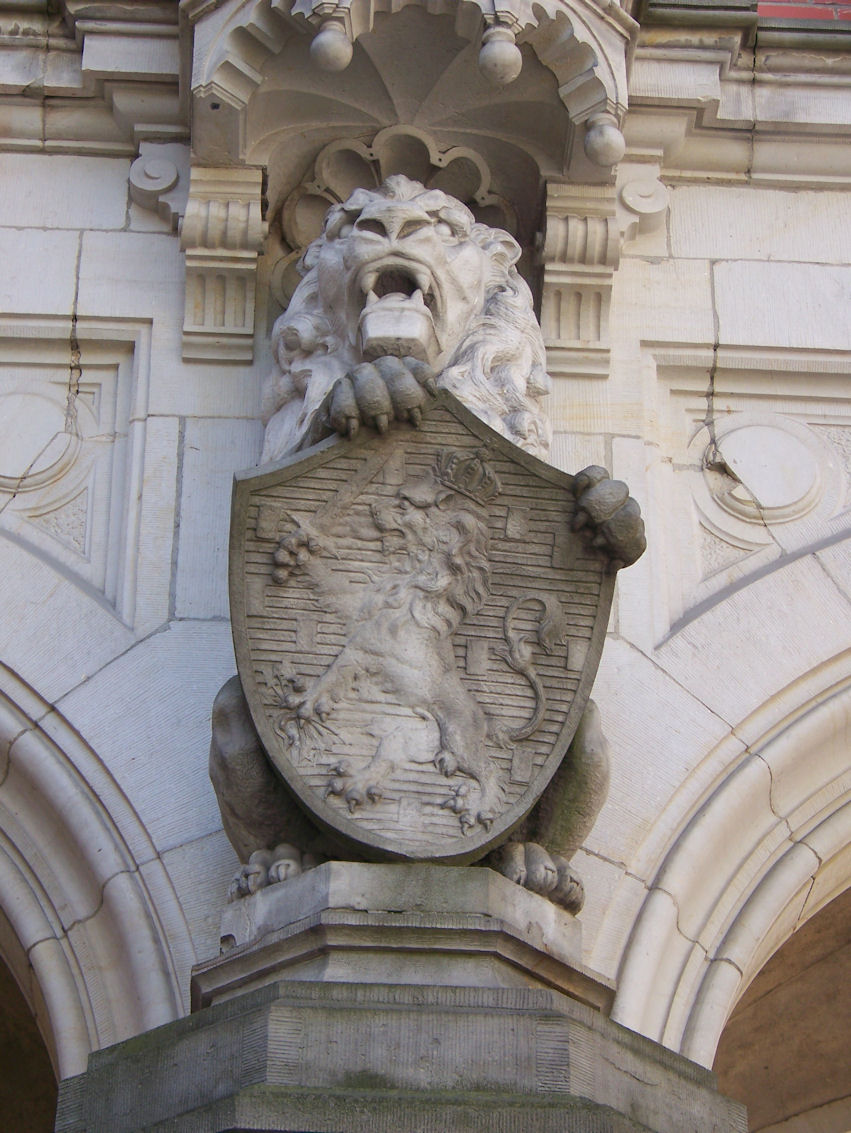
Detail luchtbrug van een beeldhouwwerk met het wapen van Nederland.